# Berger Keienvenn
Berger Keienvenn este o arie protejată (arie specială de conservare — SAC, sit de importanță comunitară — SCI) din Germania întinsă pe o suprafață de 5,7 ha, integral pe uscat.

## Localizare
Centrul sitului Berger Keienvenn este situat la coordonatele 52°22′18″N 7°16′02″E / 52.3717°N 7.2672°E.

## Înființare
Situl Berger Keienvenn a fost declarat sit de importanță comunitară în octombrie 1998 pentru a proteja 1 specie de plante. Situl a fost protejat și ca arie specială de conservare în iunie 2017.

## Biodiversitate
Situată în ecoregiunea atlantică, aria protejată conține 3 habitate naturale: Ape stătătoare oligotrofe până la mezotrofe, cu vegetație de Littorelletea uniflorae și/sau de Isoëto-Nanojuncetea, Mlaștini turboase de tranziție și turbării mișcătoare, Păduri acidofile de stejar bătrân cu Quercus robur pe câmpii nisipoase.
La baza desemnării sitului se află o specie protejată de  plante: Luronium natans.
Pe lângă speciile protejate, pe teritoriul sitului au mai fost identificate 6 specii de plante.